# Resolutie 500 Veiligheidsraad Verenigde Naties
Resolutie 500 van de Veiligheidsraad van de Verenigde Naties werd aangenomen op 28 januari 1982, als eerste VN-Veiligheidsraadsresolutie van dat jaar. De resolutie werd goedgekeurd door dertien leden van de Raad, terwijl twee leden – het Verenigd Koninkrijk en de Verenigde Staten – zich onthielden. Eerder was een resolutie van Jordaanse hand die de annexatie van de Golanhoogten door Israël veroordeelde door de Verenigde Staten bij veto tegengehouden. De VN-Veiligheidsraad verwees de kwestie daarom door naar de Algemene Vergadering van de Verenigde Naties, die vervolgens de negende speciale noodsessie bijeen riep.

## Achtergrond
Israël had tijdens de Zesdaagse Oorlog onder meer een deel van de Golanhoogten, die Syrië toebehoren, veroverd. Sindsdien hield Israël het gebied bezet. Israël ging eind 1981 over tot annexatie en legde er onder meer zijn eigen wetten op. Israël was al eerder door de Veiligheidsraad verwittigd dat het de Vierde Geneefse Conventie moest naleven in de bezette gebieden.

## Inhoud
De Veiligheidsraad:
- Heeft de kwestie op de agenda voor zijn 2329e vergadering overwogen.
- Houdt rekening met het gebrek aan unanimiteit onder zijn permanente leden, die hem verhindert de verantwoordelijkheid voor de wereldvrede op te nemen.
- Beslist een speciale noodsessie van de Algemene Vergadering samen te roepen om de kwestie te bestuderen.

Lijst ·  500 ·  501 ·  502 ·  503 ·  504 ·  505 ·  506 ·  507 ·  508 ·  509 ·  510 ·  511 ·  512 ·  513 ·  514 ·  515 ·  516 ·  517 ·  518 ·  519 ·  520 ·  521 ·  522 ·  523 ·  524 ·  525 ·  526 ·  527 ·  528